# Hullbridge
Hullbridge is een civil parish in het bestuurlijke gebied Rochford, in het Engelse graafschap Essex. De plaats telt 6527 inwoners.